# Făgetu de Sus, Alba
Făgetu de Sus (în trecut Beleștii de Sus ) este un sat în comuna Poiana Vadului din județul Alba, Transilvania, România.